# Nukinis

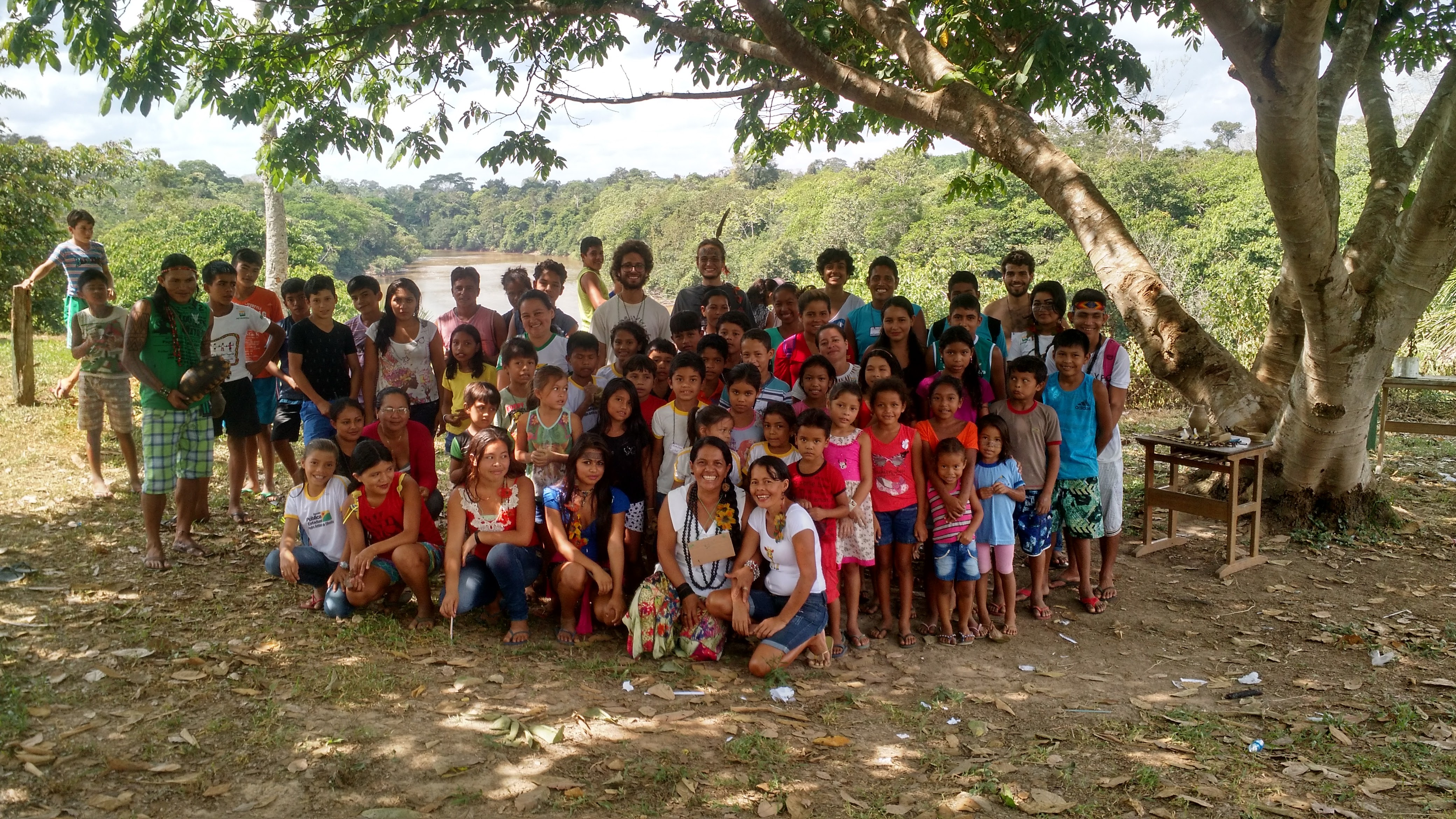
Fotografia de la població.

Els nukinis (o nuquinis) són un grup indígena del Brasil que habita a l'extrem oest de l'estat d'Acre, més concretament a la Terra indígena Nukini, situada al municipi de Mâncio Lima. El 2004, la població estimada era de 500 persones, que vivien en aquesta zona indígena creada el 1993, amb una superfície de 31.932 hectàrees, la situació de tinença del terreny consta com a registrada.
La terra indígena es troba a la riba esquerra del riu Moa, a la regió de la vall de Juruá, Serra do Divisor.

## Grups
L'ètnia Nukini es divideix en 4 clans:
- Inubakëvu ("gent del jaguar tacat")
- Panabakëvu ("gent de palma molt"; molt és una mena de palma  Euterpe )
- Itsãbakëvu ("gent de la palmera patoá")
- Shãnumbakëvu ("gent de les serps")